# 千葉猛
千葉 猛（ちば たけし、1967年4月9日 - ）は、毎日放送（MBS）報道情報局の報道業務部員で、同局の元・アナウンサー。

## 来歴
宮城県仙台市の出身で、宮城県仙台第二高等学校から早稲田大学教育学部教育学科への在学中に、中学・高校の教員免許を取得。また、『クイズ百点満点』（NHK総合テレビ）に解答者として出演した経験を持つが、途中で脱落した。
その一方で、大学生時代には、早稲田大学放送研究会で活動。直系の先輩に伊藤雄彦（NHKアナウンサー）、後輩に荘口彰久（ニッポン放送出身のフリーアナウンサー）などがいた。また、出身学部は異なるが、CBCテレビ（毎日放送と同じくJNN・JRNの加盟局）スポーツ部員（元・スポーツアナウンサー）の伊藤敦基、NHKアナウンサーの阿部渉、元フジテレビアナウンサーの長坂哲夫、文化放送アナウンサーの斉藤一美、同郷でもあるスポーツジャーナリストの生島淳（TBS出身のフリーアナウンサー・生島ヒロシの実弟）はいずれも大学での同期生に当たる。
大学卒業後の1990年に、アナウンサーとして毎日放送に入社。同期入社組には、2023年1月まで現役アナウンサーであった高井美紀や、元・アナウンサーの石田敦子（現在は東京支社報道部記者）がいる。
毎日放送への入社後は、1996年の人事異動で、アナウンサー室を離れてラジオ報道部へ配属。配属後に記者やディレクターを務めた。テレビ制作部へ異動後の2004年4月からは、『あん!』（MBSテレビ平日朝の情報番組）の立ち上げに携わったほか、自身もニュースコメンテーターとして出演した。同番組終了後の2005年4月にアナウンサー室へ復帰。アナウンサーとしての活動を8年振りに再開した。
アナウンサー室に復帰後は、MBSテレビ平日午後の情報番組『ちちんぷいぷい』で、ニュースコーナーのキャスターとして週に1～2回出演。一時はVTR取材も担当していた。2009年1月23日の放送では、金曜アシスタントの八木早希（当時・毎日放送アナウンサー）が後輩アナウンサー・西靖の代役でメインパーソナリティを担当した関係で、八木の代わりにアシスタントを務めた。
また、2008年のオーサカキング期間中に放送された『ちちんぷいぷい夏休み オーサカキングは愛と青春と音楽とけん玉でキラキラSP』では、板東英二（当時の木曜レギュラー）、今出東二（当時の気象キャスター）、団長安田とともに「スイミングボーイズ」を結成。田中雅美指導の下で、水泳のマスターズ世界記録を持つ元オリンピック選手との競泳対決に挑んだ（「スイミングボーイズ」はリレー形式で挑戦）。
『ちちんぷいぷい』のニュースキャスターを勇退した2014年度以降は、テレビ・ラジオの定時ニュース（『MBSニュース』）や、毎日放送ラジオ報道部制作の報道番組（『ネットワーク1・17』など）を主に担当していた。
2020年8月1日付で、アナウンサー室アナウンス部から報道局クロスメディア部に異動。アナウンス職を再び離れたうえで、インターネット向けニュース関連の業務に携わる。ただし、『ネットワーク1・17』では、「毎日放送報道局員」という肩書で同年9月27日放送分までパーソナリティを担当。アナウンサー時代に担当・収録した他の番組にも、8月末まで「毎日放送アナウンサー」として出演していた。毎日放送のテレビ単営局化・株式会社MBSラジオへのラジオ放送部門の承継（2021年4月1日）に伴う局内の大規模な組織再編によって、同日以降は報道情報局（再編を機に新設された部局）の報道業務部に所属。

## 受賞歴
アナウンサーやディレクターとして関与したMBSラジオ報道部制作の番組で、以下の表彰を受けている。
- 2000年度：ディレクターとして取材と制作を担当したドキュメンタリー番組『重すぎるペナルティ・・学生無年金障害者の思い』で、第38回ギャラクシー賞の奨励賞を受賞[4]。
- 2002年度：ディレクターとして携わっていた『情報ラヂオ・スパイス!』（2002年5月23日放送分）が、第40回ギャラクシー賞のラジオ部門で大賞を受賞[5]。
- 2014年度：後輩アナウンサーの豊崎由里絵と共にナレーターを担当した『ネットワーク1・17「20年～大震災と向き合う日々」』（2015年1月26日の『MBSマンデースペシャル』内で放送）が、2014年度の第52回ギャラクシー賞ラジオ部門[6]・2015年の日本民間放送連盟賞ラジオ報道番組部門[7] および第70回文化庁ラジオドキュメンタリー部門[8] で、それぞれ優秀賞を受賞。
- 2018年度：パーソナリティを務めた『ネットワーク1・17スペシャル～伝えるために必要なこと』（2018年1月15日の『MBSマンデースペシャル』内で放送）が、2018年の日本民間放送連盟賞・ラジオ報道番組部門で優秀賞を受賞[9]。

また、毎日放送のアナウンサー室では、同僚の田丸一男・西村麻子・福本晋悟・森本尚太と共に「チーム災害報道」というグループで活動。このチームが2018年度の第44回アノンシスト賞「活動部門」で表彰されたことから、2019年6月の表彰式にはチームを代表して参加した。

## 人物・エピソード
毎日放送への入社を機に関西へ移住した後も、出演番組では地元・仙台や宮城県への愛着を示すことが多い。2004年末には、仙台市に本拠を置く東北楽天ゴールデンイーグルスが誕生したことを機に、同球団の公式ファンクラブへいち早く入会。当時出演していた関西ローカル番組の『あん!』でも、金曜日にVTR取材コーナー「千葉猛の仙台サキどり!」を立ち上げたうえで、同球団の話題を積極的に取り上げていた。また、2011年に地元を襲った東日本大震災関連の取材を『ちちんぷいぷい』やMBSラジオ報道部制作の番組向けに実施する場合には、地元被災者とのインタビューでたびたび仙台弁（「おばんです」など）を交えている。
毎日放送公式サイト内のアナウンサーブログ「アナログ」では、2008年頃から平日にほぼ毎日記事を更新。同局のアナウンサーでは、更新の頻度が最も高かった。東日本大震災の影響で実家が全壊判定を受けたことや家庭の事情などを理由に、2014年6月16日から更新を休止していた が、「MBSアナブログ」への移行を機に2017年5月から再開している。
2010年6月30日には、2010 FIFAワールドカップの決勝トーナメント・日本対パラグアイ戦のテレビ生中継終了直後（午前2時）に放送された『JNNニュース』で、関西ローカル枠のニュースを担当。シフト勤務の一環としての担当ながら、中継の影響で58.4％もの視聴率を記録したため、直後に出演した『ちちんぷいぷい』では「視聴率58％の男」と呼ばれた。
「何事も突き詰めなければ納得できない」と自認するほどの性格 と、「放送で役に立ったり、アナウンサーとしてのアピールにつながったりしそうな資格や免許を持ちたい」という意欲が高じて、国家・公的・民間を問わず多数の資格・免許を保有。50歳で普通自動二輪車運転免許を取得した 2018年6月の時点で、保有する（または試験の合格によって取得の権利を有する）資格・免許が50個に達した。千葉によれば、同年10月の時点で日本の放送局に勤務する現役のアナウンサーで、これほど多くの資格や免許を持つ人物は他にいないとされる。
- 前述した教員免許・防災士資格・普通自動二輪車運転免許以外にも、毎日放送入社後の2009年に、独学で宅地建物取引主任者（現在の「宅地建物取引主任士」）試験に合格。入社後に取得した資格・免許には、マンション管理士、管理業務主任者[16]、1級小型船舶操縦士、第1級・第2級海上特殊無線技士、潜水士[17]、タオルソムリエ[18]、アロマテラピー検定1級[13]、サウナ・スパ健康アドバイザー、貸金業務取扱主任者、秘書検定2級、メンタルヘルス・マネジメント検定Ⅱ種、パンシェルジュ検定3級[19]、一般旅行業務取扱主任者（現在の「総合旅行業務管理者」）、国内旅行業務取扱管理者、福祉住環境コーディネーター、危険物取扱者（乙種1類～6類）、ダイオキシン類作業従事者[20]、食品衛生管理者、甲種防火管理者、防災管理者、第二種陸上特殊無線技士、第三級・第四級アマチュア無線技士[21]、ジーンズソムリエ[22]、第三種冷凍機械責任者[23]、警戒船業務管理者[24]、第三種高圧ガス製造保安責任者[25]、登録販売者、生活支援サポーター[26]、エックス線作業主任者[27]、ガンマ線透過写真撮影作業主任者[28]、温泉健康指導士、温泉ソムリエマスター[29]などがある。
- 千葉自身は、「MBSアナブログ」で以上の資格の公表を始めた直後の記事で、「資格試験は達成したい目標を短期間で明確に立てられるので、資格に関する参考書や問題集を日常生活の合間に読んで覚えるだけでも、かなりの気分転換になる」「資格試験への挑戦を続けるコツは、自分で勉強した範囲が試験に出ることを『賭けのようなもの』と割り切って、結果にこだわり過ぎないこと」と述べている[3]。
- 2018年に普通自動二輪車運転免許を取得した直後には、51個目の目標として、『ヤマヒロのぴかいちラジオ』（MBSラジオ）の企画でふぐ調理師免許の取得に臨む予定だった。しかし、取得に必要な講習会へ出席できなかったため、取得の時期を翌2019年以降に延期。その間に登録販売者試験へ合格したため、51番目へ取得した免許・資格は登録販売者になった[15]。その後も、新たな免許・資格の取得を継続。ふぐ調理師免許も、2019年秋に通算56個目の資格として取得した[30]。2020年1月には、タイル検定2級の試験に合格したことによって、取得した資格の総数が60に達した[31]。
- 以上の資格・免許に加えて、大学生時代には学校図書館司書教諭の資格も取得していたが、学校図書館法の改定に気付かなかったせいで後に失効へ至った。この経験から、他に保有する資格については、更新の有無や時期にとりわけ注意を払っているという[32]。2020年6月からは、62個目の資格（大型自動二輪運転免許）の取得[33]に向けて講習を受けていたが、追加講習の途中で報道局クロスメディア部へ異動している[34]。

長らくふくよかな体型であったが、2018年末から2019年の初頭にかけてのダイエットで、体重を14kg減らした。千葉自身の弁によれば、2018年に毎日放送の社内健康診断で検査入院へ至ったことを機に、食事の量を制限したほか、食事の内容や生活の習慣を大幅に変えたという。
2019年12月1日（日曜日）には、休日に充てる予定だったにもかかわらず、大阪城ホールの「第37回サントリー1万人の第九」で場内・進行アナウンスを急遽担当した。前年（2018年）まで長らく男性・女性1名ずつで構成されてきた総合司会（通常は女性司会者が場内アナウンスを兼務）を後輩アナウンサーの河田直也が単独で初めて務めることを背景に、プロデューサーの田渕伸一（毎日放送における千葉の1年後輩で当時は事業局の次長）から「（『1万人の合唱団員に対する進行上の指示や観客に対する案内などを穏便に出せる』という意味で）毎日放送で最も腰の低いアナウンサー」として白羽の矢を立てられたことによる起用であった。本人曰く「亡き父の形見であるモーニングコートを実家から取り寄せて着用した」ほど急な要請で、過去の公演では司会などを担当する機会がなかったにもかかわらず、公演を滞りなく進行した。ちなみに、2020年1月1日にMBSテレビで放送された『コトノハ図鑑（毎日放送アナウンサー室が制作する番組）新春スペシャル』の収録でも、上記のモーニングコートを着用している。

## 過去の担当番組
- MBSニュース（テレビ・ラジオとも不定期、報道局への異動直後にも担当）

ラジオでは、2009年8月から一時、週に1回のペースで『ノムラでノムラだ♪ EXトラ!』のニュースキャスターを務めていた。2013年度のナイターイン編成以降は、『報道するラジオ』（金曜日 →　月曜日）本番前の夕方などを中心に担当。2017年度以降は、ナイターオフ期間に『MBSヨル隊』『次は〜新福島!』内のニュースを任されていた（2018年度までは木曜日 → 2019年度のみ火曜日）。

### テレビ
- せやねん!ナレーター（不定期）
- あどりぶランド
- クイズMr.ロンリー2（賞品読み上げなどを担当）
- 新・たかじんが来るぞ（不定期出演。主に『途中まで生テレビ』の進行を担当）
- あん!（2004年4月～2005年3月、TBSテレビ制作の全国ネット番組『ウォッチ!』の一部パートを差し替えて関西ローカルで放送）

開始当初はニュース解説の担当だったが、末期はパネリストとして出演。八木早希アナによるVTR取材コーナー「韓国サキどり!」に対抗する形で、東北楽天ゴールデンイーグルスの創設を機に、「仙台サキどり!」を始めた（前述）。
- ちちんぷいぷい

2014年3月までニュースキャスター（2009年9月22日まで火・水曜、以降は水曜）を務めた後に、「石田ジャーナル」（2017年9月まで放送されていたニュース解説コーナー）のVTRナレーターを随時担当。ニュース以外にも、報道系の取材企画などで出演することがあった（前述）。
- 暖流（ドラマ30・全国ネット、ゲスト出演・17話：マスコミ記者役）
- コトノハ図鑑→「へぇ～のコトノハ」（不定期）
  - 2020年7月まで所属していた毎日放送アナウンサー室の企画で、2018年7月から2020年3月まで『コトノハ図鑑』（事前収録のレギュラー番組）として放送された後に、2020年4月改編から『ちちんぷいぷい』月・水曜日のレギュラーコーナー「へぇ～のコトノハ」へ移行。『コトノハ図鑑』時代から企画を積極的に提案していた。
    - アナウンス室からの一時異動中にラジオ番組のディレクターを務めていた経験を背景に、2020年には、アナウンサーの業務と並行しながら『HELP YOU!命を救う外国語・・・防災のコトノハ』という防災特別番組を企画。同年2月10日（月曜日）に、事前収録番組としてMBSラジオの『MBSマンデースペシャル』枠（19:00 - 20:00）で放送された。同僚の関岡香・福島暢啓に進行を任せたため、千葉自身は放送上エンディングのアナウンスを担当しただけで、プロデューサーとディレクターの職務に事実上専念した[37]。
    - 報道局へ異動した2020年8月にも、「MBSアナウンサー」という肩書で後輩の玉巻映美と調査を担当した「言い間違いのコトノハ」が、24日と31日（いずれも月曜日）の「へぇ～のコトノハ」で放送。31日放送分でのスタジオ報告によって、アナウンサーとしてのテレビ出演を終了した[38]。

### ラジオ
- こども音楽コンクール
- MBSヤングタウン木曜日
  - 1992年10月から1993年3月まで出演。2019年5月19日放送のMBSヤングタウン日曜日で、本来のアシスタントである福島の代役ながら、およそ27年振りの出演を果たした[39]。
- ヤンタンMUSICネトランジェ（火曜パーソナリティ、同期入社の石田が金曜日に出演）
- ノムラでノムラだ♪（ニュースキャスターとして番組内の『MBSニュース』と『ネットワークTODAY』を担当）
- RadioNews たね蒔きジャーナル（木曜メインキャスターと月・金曜ニュースキャスター、2009年10月5日 - 2012年9月29日）
- with…夜はラジオと決めてます（前述）
- 報道するラジオ
  - 後輩アナウンサーの上田崇順と交互に、リポーターとして隔週出演。
- ネットワーク1・17

『with…夜はラジオと決めてます』（2012年度のナイターオフ番組）の火曜日に内包された2012年10月2日から、プレゼンターとして出演。再び独立番組として編成されている2013年4月1日以降も、報道局への異動翌月まで、パーソナリティとして出演を続けていた。
- ナイターの後もラジオと決めちゃいます?火曜日ニュースキャスター（2013年のプロ野球シーズン限定番組）
  - 当時『報道するラジオ』が金曜日に放送されていた関係で、火曜日の「ネットワーク1・17」以外にも、『報道するラジオ』出演週の金曜日にニュースキャスターを担当。
- MBSヨル隊『ナジャ・グランディーバのレツゴーフライデー』（2017年11月10日・2018年2月2日・2019年2月22日）
  - 18時台後半に放送された「ナジャじゃジャーナル」のキャスターを担当。

ラジオ報道部の記者だった時期には、同部が制作した平日夕方の情報ワイド番組『MBSニュースワイド アングル』に、「アングルキャッチャー」として中継リポートや取材報告で出演していた。
- あどりぶラヂオ（2018年5月4日放送分から不定期でパーソナリティを担当）
- 松井愛のあさカツ♥（2020年8月のマンスリーパートナー）

アナウンサー時代の後輩・松井愛の冠番組で、異動の翌日（2020年8月2日）に第1回が放送されたため、放送上は「MBSの資格王・千葉猛」として出演。

## 関連人物
- 高井美紀
- 石田敦子
- 角淳一
- 柏木宏之
- 田丸一男
- 加藤康裕
- 来栖正之
- 古川圭子
- 上泉雄一
- 西靖
- 桂小枝
- 羽野晶紀
- 石川太郎 - 毎日放送の所在地・大阪市出身のフリーアナウンサー。毎日放送へ入社した千葉とは逆に、大阪芸術大学卒業後の1982年から2020年まで、主にアナウンサーとして東北放送（千葉の地元である宮城県内のJNN・JRN加盟局）に勤務していた。